# Bordușani
Bordușani község és falu Ialomița megyében, Munténiában, Romániában. A hozzá tartozó település: Cegani.

## Fekvése
A megye keleti részén található, a megyeszékhelytől, Sloboziatól, hatvanhat kilométerre keletre, a Duna bal partján.

## Története
A 19. század közepén Ialomița megye Ialomița-Balta járásához tartozott és Bordușanii Mari, Bordușanii Mici illetve Lăteni falvakból és Grindu-Pietriș illetve Movila-Cabălul tanyákból állt, összesen 1057 lakossal. A község területén ekkor két templom és két iskola működött. Ezen időszakban a mai község területén még létezett egy másik község is, ugyanazon járásban, Cegani, mely Cegani és Pârțani falvakból állt, összesen 1200 lakossal. Ebben a községben is működött már ekkor egy iskola és két templom.
1925-ös évkönyv szerint Bordușani községe Fetești járás része volt, 1902 lakossal és csupán Bordușani faluból állt, mely ezt megelőzően jött létre a korábban a községet alkotó falvak egyesüléséből. A Cegani községet korábban alkotó két település, Cegani és Pârțani, ugyancsak egyesültek. Ezen községnek ekkor 1525 lakosa volt.
1950-ben mindkét község a Ialomițai régió Fetești rajonjának volt a része, majd 1952-ben a Bukaresti régióhoz csatolták. Időközben Cegani községet megszüntették, területét Bordușani község közigazgatási irányítása alá helyezték. 
1968-ban ismét Ialomița megye része lett. 

## Lakossága
| Nemzetiségek | 2002 | 2002   |
| ------------ | ---- | ------ |
| Románok      | 4569 | 85,56% |
| Lipovánok    | 517  | 9,68%  |
| Romák        | 253  | 4,73%  |
| Magyarok     | 1    | 0,01%  |
| Összesen     | 5340 | 100,0% |

## Látnivalók
- „Sfântul Nicolae” templom - 1895 és 1898 között épült.
- A malom épülete - 1920-ban épült.
- Az iskola épülete - 1924-ben épült.